# Guardamancebo

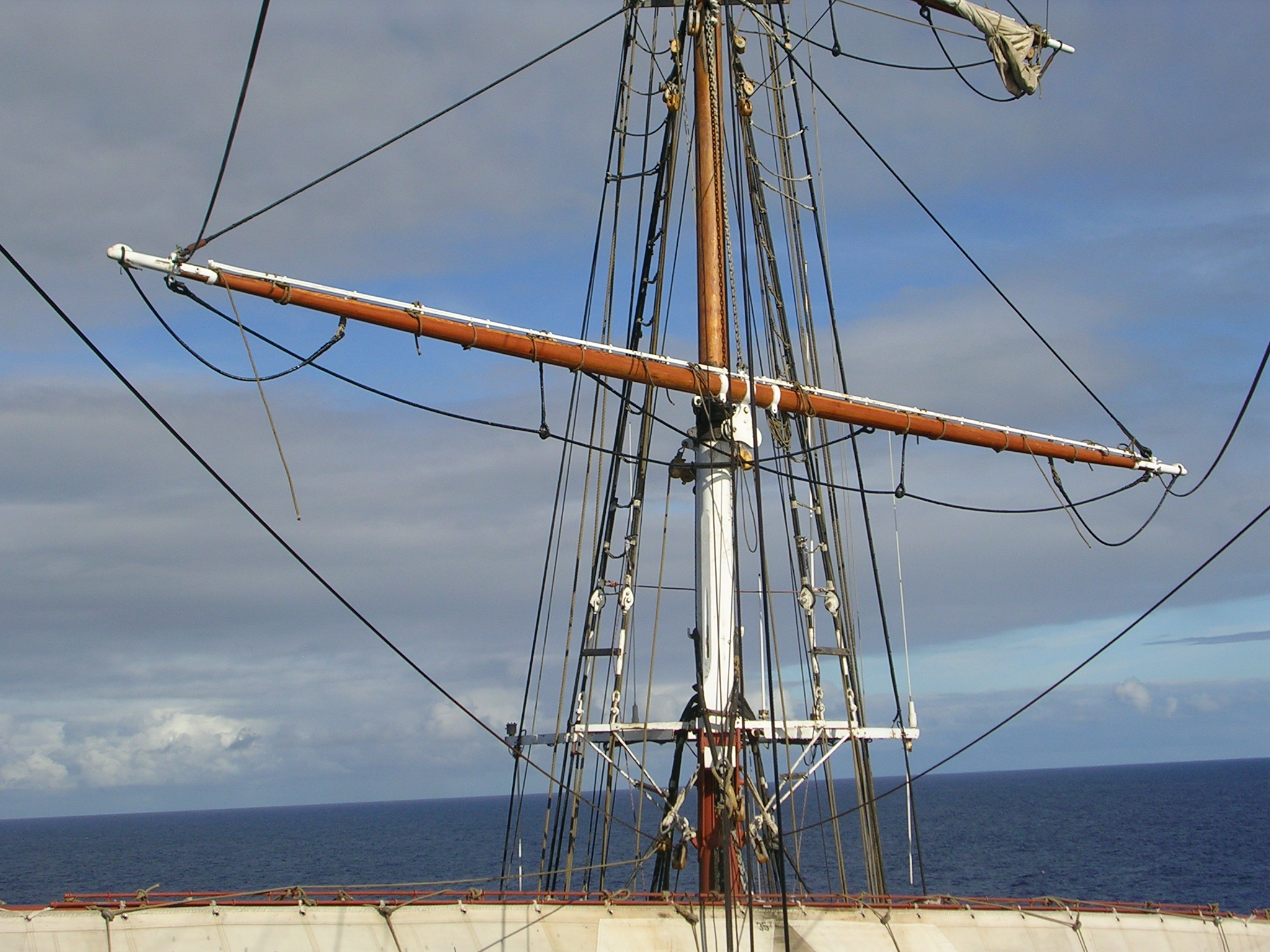
El guardamancebo de un barco

En náutica, el guardamancebo (guardamozo, ant. caballo) es el cabo grueso y largo que asegurado por sus extremos en una verga, botavara o bauprés o por uno solo de dichos extremos en los candeleros de los portalones o de las escalas, sirve para que la gente se agarre o apoye al subir o bajar por estas o al ejecutar en aquellas alguna maniobra. (fr. Sauve garde; ing. Horse, Man rope; it. Guardamo). 

## Etimología
El Guardamancebo se llama también Guardamozo y el de las vergas más particularmente Marchapié y en general antiguamente, se denominaba Caballo según algunos, aunque Fernández de Navarrete lo restringe solo al de las vergas. 
Asimismo se denominó Guardamancebo de sondar a un cabo que se amarra entre los acolladores de los obenques mayores, y en que apoya el pecho para no caerse al agua el marinero que sale a sondar a la mesa de guarnición.